# پیاده‌گذر

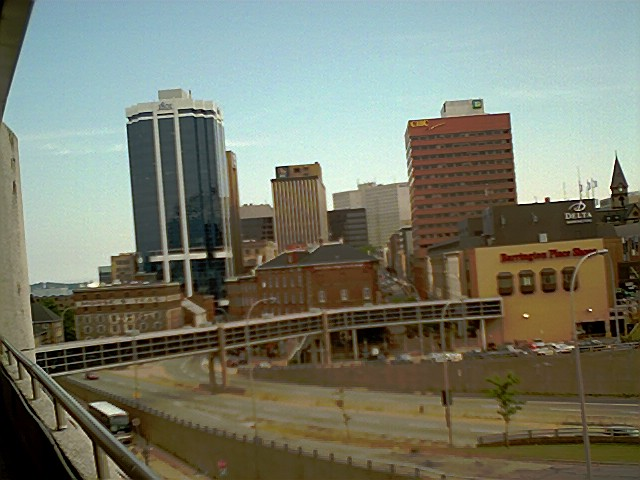
یک پیاده‌گذر در هالیفاکس کانادا

پیاده‌گذر (انگلیسی: Pedway) مسیرهای پیاده‌روی هوایی یا زیرزمینی هستند که اغلب ساختمان بلندمرتبه شهری را به یکدیگر، سایر ساختمان‌ها، یا خیابان متصل می‌کنند. آنها امکان جابهجایی سریع و راحت بین ساختمان‌ها فراهم می‌کنند، به دور از ترافیک و هوای نامساعد. دو مورد از بزرگ‌ترین شبکه‌های گذرگاه‌های زیرزمینی در کانادا قرار دارند. شهر زیرزمینی مونترال در مونترآل و پت در تورنتو هر کدام حدود ۳۰ کیلومتر (۱۹ مایل) طول دارند و پیاده‌گذرهای زیرزمینی مرکز شهر تشکیل شده‌اند.

## تاریخچه
ایده مسیر عابر پیاده هوایی به آنتونیو سنت‌الیا، یک معمار ایتالیایی نسبت داده می‌شود که فعالیتش به دلیل مرگ در جنگ جهانی اول کوتاه شد. او شهر آینده را به عنوان برج‌های مرتفع که توسط مسیرهای عابر پیاده در سطوح مختلف به هم متصل می‌شوند، تصور می‌کرد.

## نمونه‌ها
- شبکه پلاس ۱۵ کلگری (به اسم +۱۵ نیز شناخته می‌شود)[۳]
- پیاده‌گذر هوایی مرکزی، هنگ کنگ
- پیاده‌گذر شیکاگو
- طرح پیاده‌گذر شهر لندن
- پیاده‌گذر ادمونتون
- پت (تورنتو)
- شهر زیرزمینی مونترال (به عنوان شهر زیرزمینی نیز شناخته می‌شود)